# Grunwald (dywersja pozafrontowa)
Grunwald – pomorska siatka dywersji pozafrontowej tworzona w 1939 r. na obszarze Dowództwa Okręgu Korpusu nr VIII i Wolnego Miasta Gdańska wobec zbliżającej się agresji Niemiec na Polskę, inne nazwy: Tajna Organizacja Konspiracyjna, Lotne Oddziały Bojowe, Milcząca Armia.
Siatkę Grunwaldu polskie władze wojskowe (Wydział Specjalny Oddziału II Wywiadowczego Sztabu Generalnego WP) zaczęły organizować od wiosny 1939 r. w oparciu o działaczy takich organizacji, jak: Federacja Polskich Związków Obrońców Ojczyzny, Związek Oficerów Rezerwy Rzeczypospolitej Polskiej, Związek Podoficerów Rezerwy, Związek Harcerstwa Polskiego. Ich członkowie przechodzili zaprzysiężenie, specjalne przeszkolenie dywersyjne i wywiadowcze, a następnie byli wyposażani w środki walki przez sztab DOK nr VIII i przydzielani do 3-osobowych patroli dywersyjnych, które miały prowadzić działalność przeciwko okupantowi po zajęciu Pomorza przez Niemców. Utajnione komórki Grunwaldu powstały w różnych miastach Pomorza, m.in. w Brodnicy, Toruniu, Bydgoszczy, Grudziądzu, Jabłonowie, Górznie. Prawdopodobnie nadzór nad strukturami Grunwaldu sprawował Samodzielny Referat Informacyjny DOK w składzie: kpt. Ludwik Cyrkler, zastępca – kpt. Stanisław Wiśniewski, referenci – kpt. Stefan Retmaniak i por. Edmund Wojciechowski, kierownik placówki oficerskiej w Bydgoszczy – kpt. Antoni Bem i kierownik ekspozytury w Tczewie – kpt. Roman Alwin.
W czasie walk i po zajęciu Pomorza przez Wehrmacht większość struktur Grunwaldu została przez Niemców szybko rozbita w wyniku operacji pod kryptonimem "Unternehmen Tannenberg". Pozostałe ogniwa ograniczyły swoją działalność, m.in. z obawy o los branych zakładników. Pomimo tego niektóre patrole zdołały przeprowadzić drobne akcje dywersyjne, np.:
- ok. 10 września Franciszek Jażdżewski ps. "Jurek", Jan Kolas ps. "Sosna" i Stanisław Kosecki ps. "Ryszard" rozrzucili kolczatki na drodze Chojnice - Grutowiec, uszkadzając ok. 30 niemieckich samochodów,
- 12 września ta sama grupa wykoleiła pociąg na odcinku Starogard Gdański - Czarna Woda,
- ok. 14 września Juliusz Wiśniewski dokonał dywersji kolejowej na odcinku Racławki - Pawłowo,
- zdołano unieruchomić ok. 40 pojazdów niemieckich na drodze Chojnice - Tuchola,
- w Tczewie uszkodzono semafor, w wyniku czego doszło do katastrofy kolejowej.

Jedynie ośrodek w Toruniu rozwinął szerszą działalność konspiracyjną, gdyż jego członkowie na czele z mjr. rez. Marcelim Cerklewiczem, utworzyli 5 listopada na bazie siatki dywersji pozafrontowej organizację pod nazwą Grunwald.